# Sourkhan Daria
Pour les articles homonymes, voir Daria.
Le Sourkhan Daria est une rivière du Tadjikistan et de l'Ouzbékistan. C'est un affluent de l'Amou-Daria en rive droite. 

## Géographie
Il naît sur les pentes méridionales des monts Gissar dans la province tadjike de Nohiyahoi tobei Jumhurii, à une cinquantaine de kilomètres au nord-ouest de Douchanbé, capitale du pays, sous le nom de Karatag. Dès sa naissance, il adopte la direction de sud, direction qu'il maintiendra tout au long de son parcours. Il quitte le territoire tadjik quelque 70 kilomètres après sa naissance pour traverser le territoire de l'Ouzbékistan. Il coule au total sur 250 km environ. En Ouzbékistan, il traverse la région administrative de Sourkhan-Daria (Surxondaryo Viloyati), baigne la ville de Denov à la confluence du Sangardak, puis se dirige vers la frontière afghane. Il se jette dans l'Amou-Daria à Termez.

## Affluents
- Le Karatag constitue en fait le cours supérieur du Sourkhan Daria.
- Le Dachnabad
- L'Obizarang
- Le Tupalang
- Le Sangardak

## Hydrologie
Dans son cours supérieur, le Sourkhan Daria est une rivière très abondante, bien alimentée par les précipitations des monts Gissar surtout à la fonte des neiges. Son débit à la frontière ouzbèke, mesuré de 1961 à 1990, se montait à 34 mètres cubes par seconde. Il atteignait 50 mètres cubes plus loin, à Manguzar, à la fin de son parcours de montagne. Plus en aval, son débit diminue fortement à cause de l'utilisation de ses eaux pour l'irrigation de vastes surfaces agricoles, au nord et au nord-ouest de Termez.

### Régime
Son régime est franchement de type nival avec crues de printemps, c’est-à-dire d'avril à juin inclus. L'étiage se produit en fin d'été-début d'automne, d'août à octobre, avec un minimum en septembre. 

### Les débits à Manguzar
Le débit du Sourkhan Daria a été observé pendant 58 ans (1932-1989) à Manguzar, localité ouzbèke de la région de Sourkhan-Daria située peu avant son confluent avec l'Amou Daria. 
À Manguzar, le débit inter annuel moyen ou module observé sur cette période était de 50 m3/s pour un bassin versant de 13 500 km2.
La lame d'eau écoulée dans le bassin atteint ainsi le chiffre de 116 millimètres par an.